# Marius Lăcătuș
Marius Mihai Lăcătuș [marius mihaj lakatuš] (* 5. dubna 1964, Brašov, Rumunsko) je bývalý rumunský fotbalový útočník a reprezentant a pozdější fotbalový trenér.
 Mimo Rumunska hrál v Itálii a ve Španělsku. Za svou hráčskou kariéru nasbíral celou řadu titulů, mj. v PMEZ 1985/86 (se Steauou Bukurešť).

## Klubová kariéra
- FC Brașov 1981–1983
- FC Steaua București 1983–1990
- ACF Fiorentina 1990–1991
- Real Oviedo 1991–1993
- FC Steaua București 1993–2000
- Nacional București 2000

## Reprezentační kariéra
Reprezentoval Rumunsko. V A-mužstvu debutoval 22. 1. 1984 v přátelském zápase proti týmu Ekvádoru (výhra 3:1). Celkem odehrál v letech 1984–1998 za rumunský národní tým 84 zápasů a vstřelil 13 gólů.
Zúčastnil se MS 1990 v Itálii, MS 1998 ve Francii a EURA 1996 v Portugalsku.